# Laura Bretan
Laura Bretan (ur. 7 kwietnia 2002 w Chicago) – rumuńsko-amerykańska śpiewaczka operowa. Najbardziej znana z 11 sezonu amerykańskiego programu rozrywkowego „Mam Talent” w 2016 roku, który ukończyła na szóstym miejscu. Artystka została zauważona w kraju i za granicą dzięki swojemu głosowi.

## Biografia
Urodziła się w Chicago, w stanie Illinois, w rumuńskiej rodzinie. Śpiewa od szóstego roku życia, a w wieku ośmiu lat zaczęła śpiewać w rumuńskim kościele zielonoświątkowym „Elim”. Zarówno ona, jak i jej rodzice są aktywnymi członkami Rumuńskiego Kościoła Zielonoświątkowego w Chicago. W 2016 roku wygrała w rumuńskim programie „Mam Talent”.
W lutym 2019 roku Laura Bretan zajęła drugie miejsce w rumuńskim programie Selecția Națională, który przeprowadza selekcję do reprezentowania Rumunii na Konkursie Piosenki Eurowizji. Bretan wykonywała piosenkę Dear Father, zajęła pierwsze miejsce wśród telewidzów i trzecie wśród jurorów. W klasyfikacji wyprzedziła ją jedynie Ester Peony.